# 浪速神楽

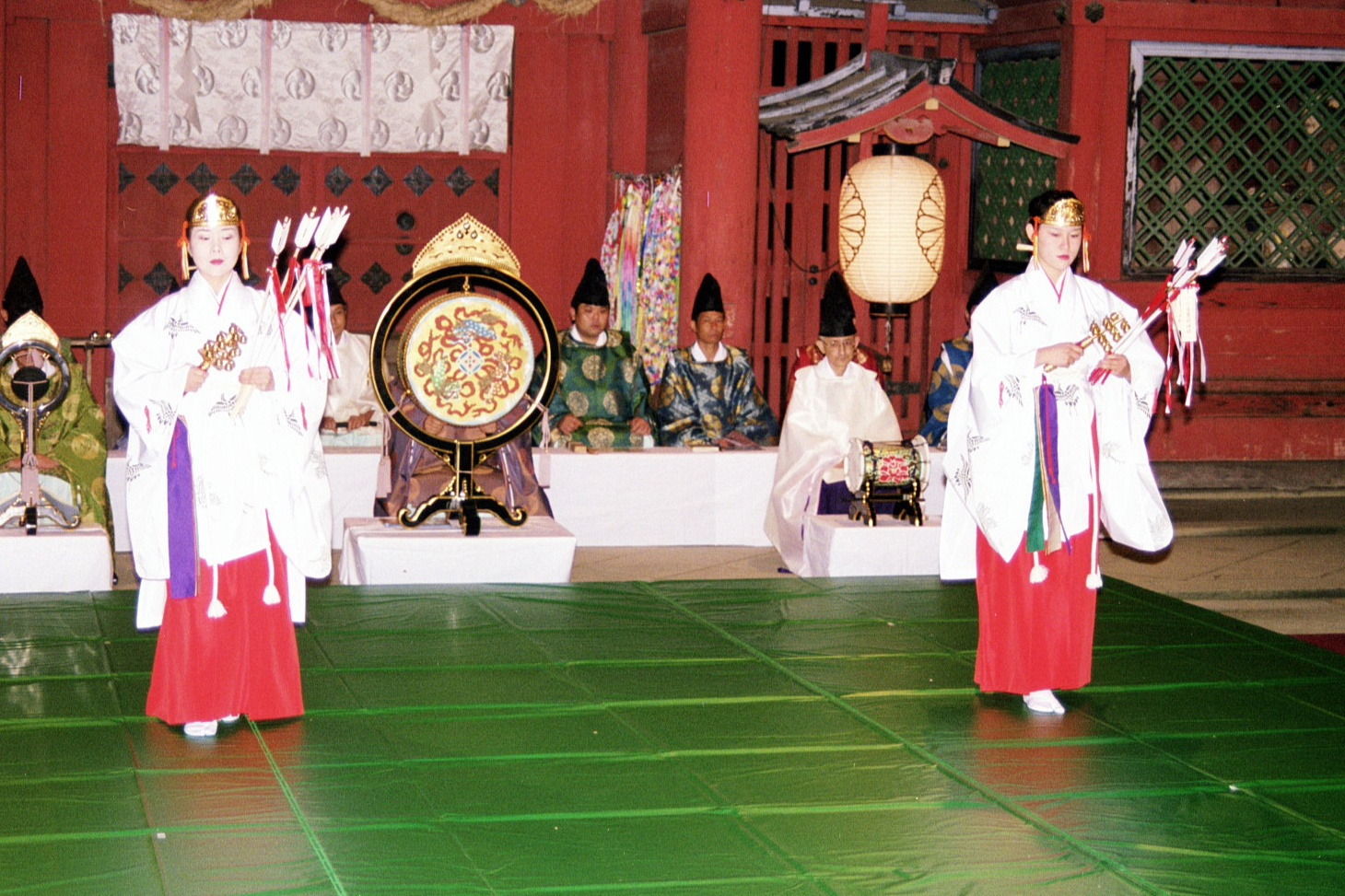
早神楽＠浪速神楽

浪速神楽（なにわかぐら）は関西地方を中心に伝わる里神楽の一種。
楽器は、龍笛、釣太鼓、手拍子(ちゃんぽん)、笏拍子を使う。
巫女の舞には、榊、神楽鈴、鯛、菖蒲、切り幣、鎌、鉾、劔、蛇、扇などを使う。

## 起源諸説
吉田家が神楽125座を編み出したのが浪速神楽の始まりという吉田家説と、かつて伏見稲荷神社に伝わっていた御所神楽25座のうち、16座位が浪速神楽と共通する事による伏見稲荷神社説などが有名である。しかし、吉田家は絶え、吉田流神楽を継承した笹井家もうまぅ引継ぎがなく、大阪の阿部皇子神社の長谷川家に教えてもらっている為、今は本流とは言えない。（浪速神楽と言うのに京都という説は極めて低いと言える。）
```
　現在、大阪府内に広がる浪速神楽は
大阪府神社庁
が定めた曲を主に行う。大阪府神社庁は富永正千代師の飾り指の入った神楽を取り入れている。現在浪速神楽の流派…富永流太平家、橋本流松田家
```

## 浪速神楽式目
浪速神楽は現在30座伝わっていると言われているが、本当はほかにもある。秘曲と呼ばれ、公開されない曲が残っており、その継承は松田家が記録として残しており、神楽譜、歌譜を作り正しく継承している。（秘曲は、太平家、松田家が継承する。）また、家々で少しの違いがある。
1. 里神楽
2. 磐戸開
3. 庭ノ舞
4. 榊舞
5. 四方拝
6. 和幣
7. 早神楽
8. 杼鍬
9. 花ノ舞
10. 吾妻胡蝶
11. 片吾妻
12. 稲積
13. 鉾ノ舞
14. 相舞
15. 玉太刀
16. 八雲
17. 八平手
18. 山巡
19. 大山ノ幸
20. 花湯
21. 神酒調進
22. 剣ノ舞
23. 浪速津
24. 大海ノ幸
25. 菖蒲刈
26. 神鏡
27. 大里
28. 扇ノ舞
29. 湯立
30. 鈴扇

## 装束
一般的な巫女装束に似ているが千早にあたる部分は舞衣(まいぎぬ)と呼ばれ、胸紐が無く、太い組み紐の様な帯を締める。その上に着る陣羽織に似た金襴の衣服を千早と呼ぶ。

## 浪速神楽が見られる祭り等
- 関西
  - 元旦：歳旦祭@夜疑神社（岸和田市）
  - 1月12日：湯立神事＠住吉大社（大阪市住之江区）（神事の最後、『磐戸開』という演目が奉納される）
  - 1月9日、10日、11日:十日戎@今宮戎神社(大阪市浪速区)(境内の稲荷社にて初穂料3000円から神楽を奉納できる。奉納者以外も拝観可能。早神楽、鉾、剣などが舞われる。)
  - 3月上旬：てんま天神梅まつり@大阪天満宮（大阪市北区）
  - 4月上旬：吉川八幡神社 春大祭@吉川八幡神社（大阪府豊能町吉川）
  - 4月4日：神楽祭@佐備神社（富田林市）（多くの演目が披露される）
  - 4月25日：鎮花祭@大阪天満宮（大阪市）
  - 6月8日：菖蒲神事@難波神社（大阪市）（演目は『菖蒲刈り』）
  - 9月15日：放生祭 - 吉川八幡神社（大阪府豊能町吉川）
  - 9月下旬：雅楽の夕べ@生田神社（神戸市中央区）
  - 10月12日：秋季例大祭 - 吉川八幡神社（大阪府豊能町吉川）

- その他
  - 11月3日：例大祭@妙義神社（富岡市）